# Witternesse
Witternesse (flämisch: Witernes) ist eine französische Gemeinde mit 620 Einwohnern (Stand: 1. Januar 2022) im Département Pas-de-Calais in der Region Hauts-de-France. Sie gehört zum Arrondissement Béthune sowie zum Kanton Aire-sur-la-Lys (bis 2015: Kanton Norrent-Fontes) und ist Mitglied des Gemeindeverbandes Béthune-Bruay, Artois-Lys Romane. Die Einwohner werden Witternessois genannt.

## Geographie
Witternesse liegt etwa 21 Kilometer westnordwestlich von Béthune. Umgeben wird Witternesse von den Nachbargemeinden Aire-sur-la-Lys im Norden, Lambres im Osten, Quernes im Süden, Liettres im Südwesten sowie Blessy im Westen.
Die Autoroute A26 führt am südwestlichen Rand der Gemeinde entlang.

## Bevölkerungsentwicklung
| 1962                      | 1968 | 1975 | 1982 | 1990 | 1999 | 2006 | 2013 |
| ------------------------- | ---- | ---- | ---- | ---- | ---- | ---- | ---- |
| 588                       | 587  | 573  | 523  | 552  | 534  | 562  | 582  |
| Quelle: Cassini und INSEE |      |      |      |      |      |      |      |

## Sehenswürdigkeiten
- Kirche Saint-Martin aus dem 16. Jahrhundert, Umbauten aus dem 19. Jahrhundert
- Priorei aus dem 17. Jahrhundert, heute Wohnhaus, sowie Reste der früheren Priorei aus der zeit um 1200
- Wassermühle
- Herrenhaus von La Besvre und Museum

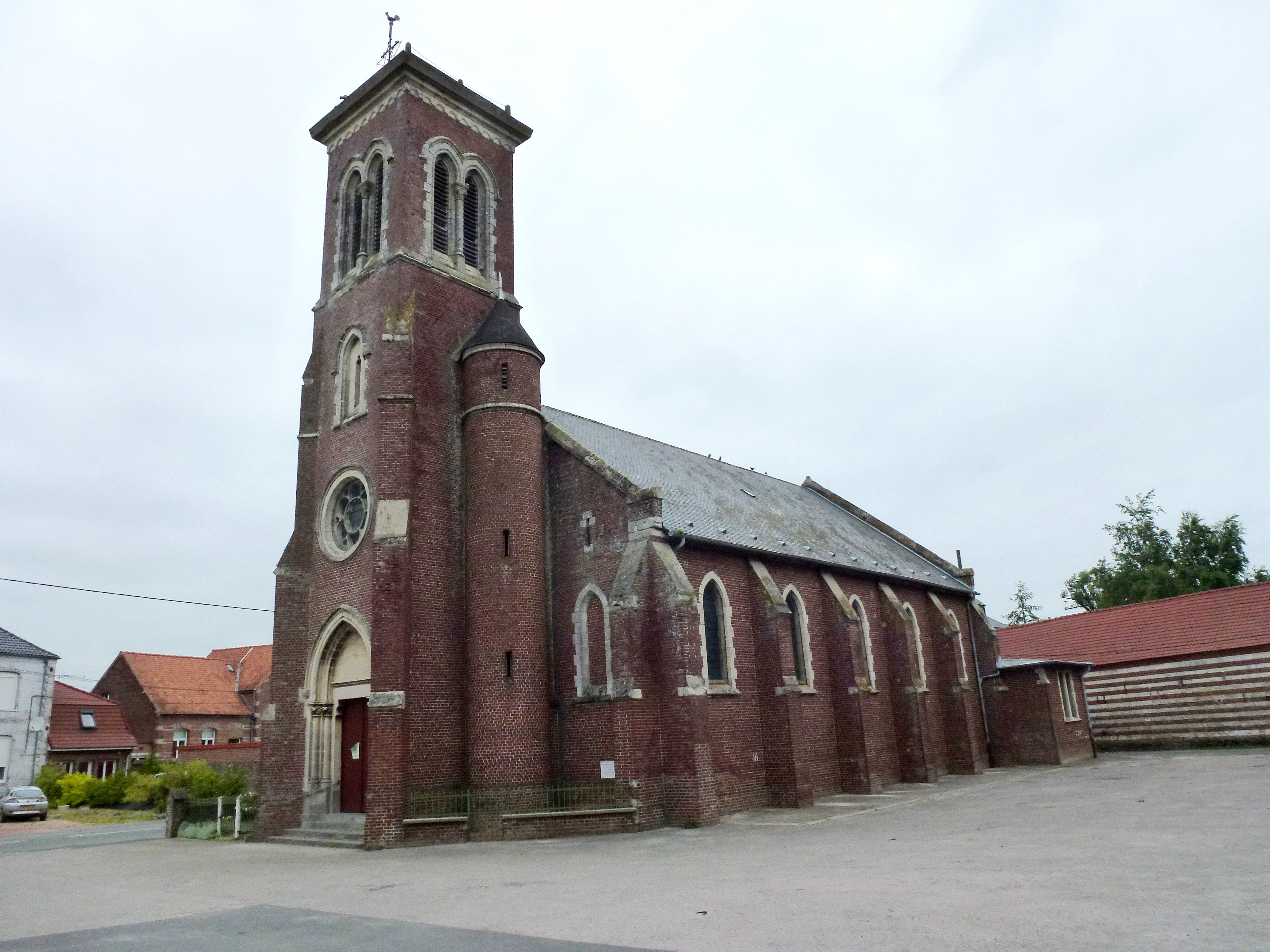
Kirche Saint-Martin
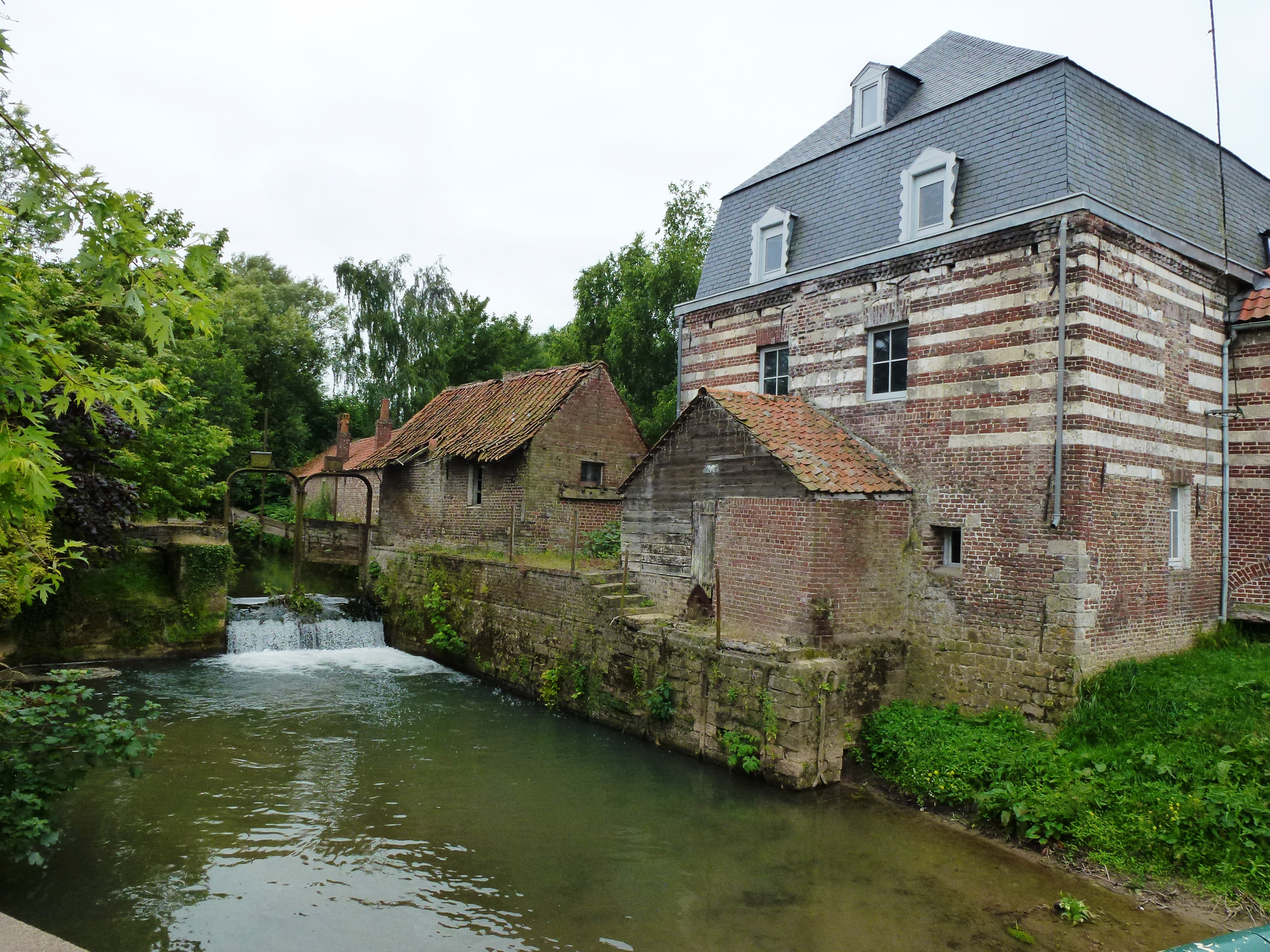
Wassermühle

## Persönlichkeiten
- Jean-Baptiste Olivier (1765–1813), General